# La Veuve de l'architecte
Pour les articles homonymes, voir La Veuve.
La Veuve de l'architecte est un téléfilm franco-belge réalisé par Philippe Monnier en 1995.

## Synopsis
Une veuve aide les jeunes banlieusards avec les talents de son mari décédé.

## Fiche technique
- Réalisation : Philippe Monnier
- Scénario : Jean-Luc Seigle
- Musique : Serge Franklin
- Durée : 90 minutes
- Genre : Comédie dramatique
- Date de diffusion : le 17 mai 1995 sur France 2

## Distribution
- Michèle Morgan : Héléna Kramp
- Jacques François : Jeannot
- Olivier Sitruk : Phil
- Tania Garbarski : Yasmina
- Martine Godart : Caroline
- Alessandro Sigona : Nicolas
- Bouli Lanners : Serge (sous le nom de « Bouli »)
- Sam Touzani : Pepo
- Fares Boudidit : Stéphane
- Nessym Guetat : Paulo
- Mwanza Goutier : César
- André Valardy : Le juge